# Marcello Trotta
Marcello Trotta (Santa Maria Capua Vetere, 29 settembre 1992) è un calciatore italiano, di ruolo attaccante, attaccante del Sora Calcio.

## Biografia
Nasce a Santa Maria Capua Vetere. Cresciuto a Casalba, frazione di Macerata Campania.

## Caratteristiche tecniche
Attaccante centrale forte fisicamente, all'occorrenza può anche giocare come seconda punta o ala sinistra.
Possiede una buona tecnica e un piede mancino educato, che gli consentono di essere pericoloso anche dalla media distanza, oltre che di testa, in virtù della sua imponente stazza fisica. Quest'ultima non gli impedisce tuttavia di proporsi come un attaccante mobile, reattivo e abbastanza rapido.

## Carriera

### Club
Inizia i primi anni nel Real Portico, per poi passare nell'ASD Recale. Nel 2004 approda al Napoli dove milita fino alla categoria Allievi Nazionali. Viene notato dagli osservatori del Manchester City che lo portano a giocare in Inghilterra. Viene successivamente ceduto al Fulham che poi lo acquisterà definitivamente nel 2011. Viene mandato in prestito dalla società londinese a vari club di categorie inferiori, Wycombe (dal 24 novembre 2011 al 17 gennaio 2012), Watford (dal 23 febbraio 2012 al 30 giugno 2012) e dal 22 novembre 2012 al Brentford nella terza serie inglese con cui ha conquistato il posto da titolare. Nell'estate del 2014 ritorna al Fulham. il 2 novembre 2014 viene prestato al Barnsley fino al 5 gennaio 2015.

#### Avellino
Il 9 gennaio 2015 passa a titolo definitivo all'Avellino, con cui sigla un contratto fino a giugno 2017.
Il 14 febbraio 2015, in occasione del suo debutto da titolare nella partita vinta 3-0 contro il Frosinone, sigla su calcio di rigore la sua prima rete in maglia biancoverde. La partita successiva segna la sua seconda rete con la squadra irpina permettendo all'Avellino di espugnare il Picchi di Livorno. A fine stagione, tra stagione regolare e play off, ottiene 19 presenze in cui sigla 7 reti.
Il 9 agosto 2015 inizia ufficialmente la sua seconda stagione irpina facendo l'esordio in Coppa Italia, manifestazione a cui partecipa per la prima volta, mettendo a segno il suo primo gol in assoluto nella competizione contro la Casertana e ripetendosi il 15 agosto al Renzo Barbera di Palermo, partita in cui però i biancoverdi vengono eliminati per 2-1 dai padroni di casa. Il 16 gennaio 2016, al minuto 56º subentra a Francesco Tavano durante la gara valevole per il campionato di serie B tra Avellino e Salernitana. Al successivo 72º, su assist di Roberto Insigne sigla la rete del vantaggio che varrà la vittoria finale nonché la sesta vittoria consecutiva in campionato dei lupi irpini. A fine gara, durante un'intervista, lascia trapelare che molto probabilmente potrebbe lasciare presto l'Avellino per approdare in Serie A. Il suo goal nel derby, viene quindi considerato come un regalo d'addio.

#### Sassuolo e prestito al Crotone
Il 20 gennaio 2016 viene ufficializzato il suo passaggio a titolo definitivo al Sassuolo.. Debutta in maglia neroverde il 24 gennaio in occasione del derby contro il Bologna subentrando al 38' della ripresa a Domenico Berardi..
Il 2 febbraio, in occasione di Sassuolo-Roma, disputa la sua prima partita da titolare con la squadra emiliana.
Il 24 aprile 2016 in occasione della partita Torino-Sassuolo finita 3 a 1 in favore del Sassuolo, segna al 94' il terzo gol della partita nonché il suo primo gol in Serie A.
Nella stagione 2016-2017 viene ingaggiato in prestito dalla neo-promossa in Serie A Crotone. Il 18 settembre 2016 realizza il suo primo gol con la maglia dei calabresi nel pareggio per 1-1 contro il Palermo. Conclude la stagione con 3 reti in 29 presenze.
Il 22 luglio 2017, dopo che era tornato a Sassuolo per fine prestito, si accorda per un nuovo prestito sempre a Crotone, in una stagione ottima a livello realizzativo (7 reti), nonostante il ritorno dei pitagorici in Serie B.
Dopo la retrocessione del club calabrese torna in neroverde ma, pur essendo ai margini del progetto tecnico del nuovo allenatore del Sassuolo Roberto De Zerbi, la società emiliana non riesce a cederlo durante la sessione estiva di calciomercato. Dopo mesi di assenza, viene convocato la prima volta - senza tuttavia scendere in campo - soltanto in occasione di Sampdoria-Sassuolo del 22 ottobre 2018, per via della contemporanea assenza di Kevin-Prince Boateng, Jeremie Boga e Jens Odgaard.
Fa poi il suo esordio stagionale con la maglia neroverde il 2 dicembre 2018, in occasione di Sassuolo-Udinese 0-0, quattordicesima giornata di Serie A. Trotta entra al minuto numero 85, sostituendo Stefano Sensi.
Qualche giorno dopo, il 5 dicembre 2018, fa il suo esordio da titolare nella sfida valida per il quarto turno di Coppa Italia 2018-2019, Sassuolo-Catania, giocando tutta la partita poi vinta 2-1 dai neroverdi.

#### Frosinone e vari prestiti
Nella sessione di calciomercato invernale viene ceduto a titolo definitivo al Frosinone, con il quale debutta nella vittoria esterna contro il Bologna (0-4).
Dopo un anno di Serie A senza mai andare a segno e la retrocessione con il Frosinone,segna i suoi primi due gol con i ciociari nella partita di Coppa Italia vinta per 5-1 contro il Monopoli. Torna al gol nella sfida di Coppa Italia valida per il quarto turno, persa 2-1 contro il Parma.
In campionato viene impiegato solo in dieci occasioni, senza segnare: il 27 gennaio 2020 il Frosinone lo cede in prestito con opzione di rinnovo all'Ascoli, nello scambio che porta Matteo Ardemagni nel Lazio.: nel debutto ufficiale con i bianconeri, il successivo 1º febbraio, segna una doppietta nel successo in casa del Livorno.
Terminato il prestito fa ritorno al Frosinone, che il 5 ottobre 2020 lo cede nuovamente a titolo temporaneo, questa volta ai portoghesi del Famalicão.
Tuttavia in Portogallo trova poco spazio, indi per cui il 23 gennaio 2021 fa ritorno in Italia al Cosenza che lo preleva con la formula del prestito semestrale.. Il 15 febbraio segna il primo gol nel derby contro la Reggina, pareggiato per 2-2.

#### Triestina
Il 31 agosto 2021 viene ceduto a titolo definitivo alla Triestina. Il 26 settembre segna la sua prima rete con gli alabardati, in occasione del successo sul Lecco per 2-0.

#### Ritorno all'Avellino
Il 2 settembre 2022 l'Avellino annuncia di aver stipulato un contratto biennale con il giocatore, che aveva già militato nel club irpino tra il 2015 e il 2016.Il 15 ottobre successivo segna la prima rete in campionato, portando momentaneamente in vantaggio gli irpini nella partita casalinga contro l'Audace Cerignola, conclusa sull'1-1.
Il 31 agosto 2023 rescinde consensualmente il contratto con gli irpini.

#### Pistoiese , Brindisi e Turris
Il 19 ottobre 2023 firma un biennale con la Pistoiese, in Serie D. Dopo 10 presenze e 3 reti, il 20 dicembre successivo risolve il contratto con la società toscana.
Il 7 gennaio 2024, si accorda con il Brindisi, tornando così in Serie C. La stagione termina con la retrocessione, tra molti problemi finanziari, del club pugliese.
L'anno successivo resta svincolato e nell'estate firma un contratto annuale con la Turris di Torre del Greco, sempre in Serie C.

### Sora Calcio
Il 7 agosto 2025 firma con il Sora, club militante in Serie D.

### Nazionale
Dopo aver giocato partite amichevoli con varie Nazionali giovanili, il 5 marzo 2014 ha esordito con la maglia della Nazionale Under-21 nella partita di qualificazione agli Europei di categoria vinta per 2-0 contro i pari età dell'Irlanda del Nord, nella quale ha anche segnato una rete.
Prende parte all'Europeo Under-21 2015 in Repubblica Ceca, dove colleziona 3 presenze, senza andare a segno, ma confeziona un pregevole assist in rovesciata per il terzo gol di Marco Benassi nella vittoria per 3-1 contro l'Inghilterra.

## Statistiche

### Presenze e reti nei club
Statistiche aggiornate all' 23 febbraio 2025.
| Stagione         | Squadra          | Campionato       | Campionato | Campionato | Coppe nazionali | Coppe nazionali | Coppe nazionali | Coppe continentali | Coppe continentali | Coppe continentali | Altre coppe | Altre coppe | Altre coppe | Totale | Totale |
| Stagione         | Squadra          | Comp             | Pres       | Reti       | Comp            | Pres            | Reti            | Comp               | Pres               | Reti               | Comp        | Pres        | Reti        | Pres   | Reti   |
| ---------------- | ---------------- | ---------------- | ---------- | ---------- | --------------- | --------------- | --------------- | ------------------ | ------------------ | ------------------ | ----------- | ----------- | ----------- | ------ | ------ |
| 2011.-feb. 2012  | Wycombe          | FL1              | 8          | 8          | FACup+CdL       | 0               | 0               | -                  | -                  | -                  | FLT         | 0           | 0           | 8      | 8      |
| feb. 2012        | Watford          | FLC              | 1          | 0          | FACup+CdL       | 0               | 0               | -                  | -                  | -                  | -           | -           | -           | 1      | 0      |
| feb.-giu. 2012   | Fulham           | PL               | 1          | 0          | FACup+CdL       | 1+0             | 0               | UEL                | 0                  | 0                  | -           | -           | -           | 2      | 0      |
| ago.-nov. 2012   | Fulham           | PL               | 0          | 0          | FACup+CdL       | 0+1             | 0               | -                  | -                  | -                  | -           | -           | -           | 1      | 0      |
| nov. 2012-2013   | Brentford        | FL1              | 22+2       | 6          | FACup+CdL       | 5+0             | 3               | -                  | -                  | -                  | FLT         | 0           | 0           | 29     | 9      |
| 2013-2014        | Brentford        | FL1              | 37         | 13         | FACup+CdL       | 2+1             | 1               | -                  | -                  | -                  | FLT         | 0           | 0           | 40     | 14     |
| Totale Brentford | Totale Brentford | Totale Brentford | 59+2       | 19         |                 | 8               | 4               |                    | -                  | -                  |             | 0           | 0           | 69     | 23     |
| ago.-nov. 2014   | Fulham           | FLC              | 0          | 0          | FACup+CdL       | 0               | 0               | -                  | -                  | -                  | -           | -           | -           | 0      | 0      |
| Totale Fulham    | Totale Fulham    | Totale Fulham    | 1          | 0          |                 | 2               | 0               |                    | 0                  | 0                  |             | -           | -           | 3      | 0      |
| 2014-gen. 2015   | Barnsley         | FL1              | 5          | 1          | FACup+CdL       | 2+0             | 0               | -                  | -                  | -                  | FLT         | 0           | 0           | 7      | 1      |
| gen.-giu. 2015   | Avellino         | B                | 16+3       | 5+2        | CI              | -               | -               | -                  | -                  | -                  | -           | -           | -           | 19     | 7      |
| 2015-gen. 2016   | Avellino         | B                | 20         | 8          | CI              | 2               | 2               | -                  | -                  | -                  | -           | -           | -           | 22     | 10     |
| gen.-giu. 2016   | Sassuolo         | A                | 8          | 1          | CI              | 2               | 0               | -                  | -                  | -                  | -           | -           | -           | 10     | 1      |
| ago. 2016        | Sassuolo         | A                | 0          | 0          | CI              | 0               | 0               | UEL                | 2                  | 0                  | -           | -           | -           | 2      | 0      |
| 2016-2017        | Crotone          | A                | 29         | 3          | CI              | 0               | 0               | -                  | -                  | -                  | -           | -           | -           | 29     | 3      |
| 2017-2018        | Crotone          | A                | 34         | 7          | CI              | 1               | 0               | -                  | -                  | -                  | -           | -           | -           | 35     | 7      |
| Totale Crotone   | Totale Crotone   | Totale Crotone   | 63         | 10         |                 | 1               | 0               |                    | -                  | -                  |             | -           | -           | 64     | 10     |
| 2018-gen. 2019   | Sassuolo         | A                | 1          | 0          | CI              | 1               | 0               | -                  | -                  | -                  | -           | -           | -           | 2      | 0      |
| Totale Sassuolo  | Totale Sassuolo  | Totale Sassuolo  | 9          | 1          |                 | 3               | 0               |                    | 2                  | 0                  |             | -           | -           | 14     | 1      |
| gen.-giu. 2019   | Frosinone        | A                | 12         | 0          | CI              | -               | -               | -                  | -                  | -                  | -           | -           | -           | 12     | 0      |
| 2019-gen. 2020   | Frosinone        | B                | 10         | 0          | CI              | 3               | 3               | -                  | -                  | -                  | -           | -           | -           | 13     | 3      |
| Totale Frosinone | Totale Frosinone | Totale Frosinone | 22         | 0          |                 | 3               | 3               |                    | -                  | -                  |             | -           | -           | 25     | 3      |
| gen.-ago. 2020   | Ascoli           | B                | 17         | 6          | CI              | -               | -               | -                  | -                  | -                  | -           | -           | -           | 17     | 6      |
| 2020-gen. 2021   | Famalicão        | PL               | 6          | 0          | CP              | 1               | 1               | -                  | -                  | -                  | -           | -           | -           | 7      | 1      |
| gen.-giu. 2021   | Cosenza          | B                | 18         | 1          | CI              | -               | -               | -                  | -                  | -                  | -           | -           | -           | 18     | 1      |
| 2021-2022        | Triestina        | C                | 30+3       | 6          | CI-C            | 0               | 0               | -                  | -                  | -                  | -           | -           | -           | 33     | 6      |
| 2022-2023        | Avellino         | C                | 32         | 6          | CI-C            | 2               | 0               | -                  | -                  | -                  | -           | -           | -           | 34     | 6      |
| Totale Avellino  | Totale Avellino  | Totale Avellino  | 65+3       | 19+2       |                 | 4               | 2               |                    | -                  | -                  |             | -           | -           | 72     | 23     |
| ott.-dic. 2023   | Pistoiese        | D                | 10         | 3          | CI-D            | -               | -               | -                  | -                  | -                  | -           | -           | -           | 10     | 3      |
| gen.-giu. 2024   | Brindisi         | C                | 12         | 3          | CI-C            | -               | -               | -                  | -                  | -                  | -           | -           | -           | 12     | 3      |
| Totale carriera  | Totale carriera  | Totale carriera  | 328        | 79         |                 | 21              | 9               |                    | 2                  | 0                  |             | 0           | 0           | 351    | 88     |

### Cronologia presenze e reti in nazionale
| Cronologia completa delle presenze e delle reti in nazionale ― Italia under 21 | Cronologia completa delle presenze e delle reti in nazionale ― Italia under 21 | Cronologia completa delle presenze e delle reti in nazionale ― Italia under 21 | Cronologia completa delle presenze e delle reti in nazionale ― Italia under 21 | Cronologia completa delle presenze e delle reti in nazionale ― Italia under 21 | Cronologia completa delle presenze e delle reti in nazionale ― Italia under 21 | Cronologia completa delle presenze e delle reti in nazionale ― Italia under 21 | Cronologia completa delle presenze e delle reti in nazionale ― Italia under 21 |
| Data                                                                           | Città                                                                          | In casa                                                                        | Risultato                                                                      | Ospiti                                                                         | Competizione                                                                   | Reti                                                                           | Note                                                                           |
| ------------------------------------------------------------------------------ | ------------------------------------------------------------------------------ | ------------------------------------------------------------------------------ | ------------------------------------------------------------------------------ | ------------------------------------------------------------------------------ | ------------------------------------------------------------------------------ | ------------------------------------------------------------------------------ | ------------------------------------------------------------------------------ |
| 5-3-2014                                                                       | Lurgan                                                                         | Irlanda del Nord under 21                                                      | 0 – 2                                                                          | Italia under 21                                                                | Qual. Europeo Under-21 2015                                                    | 1                                                                              |                                                                                |
| 4-6-2014                                                                       | Castel di Sangro                                                               | Italia under 21                                                                | 4 – 0                                                                          | Montenegro under 21                                                            | Amichevole                                                                     | 1                                                                              |                                                                                |
| 13-8-2014                                                                      | Ploiești                                                                       | Romania under 21                                                               | 2 – 1                                                                          | Italia under 21                                                                | Amichevole                                                                     | -                                                                              |                                                                                |
| 17-11-2014                                                                     | Matera                                                                         | Italia under 21                                                                | 0 – 1                                                                          | Danimarca under 21                                                             | Amichevole                                                                     | -                                                                              |                                                                                |
| 27-3-2015                                                                      | Paderborn                                                                      | Germania under 21                                                              | 2 – 2                                                                          | Italia under 21                                                                | Amichevole                                                                     | 1                                                                              |                                                                                |
| 30-3-2015                                                                      | Benevento                                                                      | Italia under 21                                                                | 0 – 1                                                                          | Serbia under 21                                                                | Amichevole                                                                     | -                                                                              |                                                                                |
| 18-6-2015                                                                      | Olomouc                                                                        | Italia under 21                                                                | 1 – 2                                                                          | Svezia under 21                                                                | Europeo Under-21 2015 - 1º turno                                               | -                                                                              | 78’                                                                            |
| 21-6-2015                                                                      | Uherské Hradiště                                                               | Italia under 21                                                                | 0 – 0                                                                          | Portogallo under 21                                                            | Europeo Under-21 2015 - 1º turno                                               | -                                                                              | 76’                                                                            |
| 24-6-2015                                                                      | Olomouc                                                                        | Inghilterra under 21                                                           | 1 – 3                                                                          | Italia under 21                                                                | Europeo Under-21 2015 - 1º turno                                               | -                                                                              | 75’                                                                            |
| Totale                                                                         |                                                                                | Presenze                                                                       | 9                                                                              |                                                                                | Reti                                                                           | 3                                                                              |                                                                                |